# Guérison d'un démoniaque muet

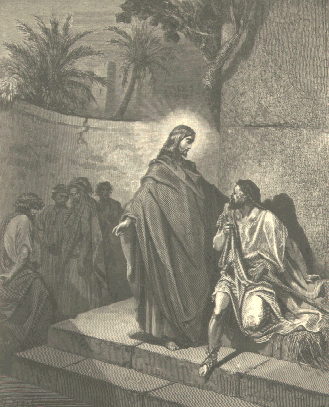
Le Christ guérissant un muet par Gustave Doré, 1865.

La Guérison d'un démoniaque muet est un miracle attribué à Jésus-Christ. Il est décrit dans l'Évangile selon Matthieu. 

## Texte
Évangile selon Matthieu, chapitre 9, versets 32 à 34 :
« Comme ils s'en allaient, voici, on amena à Jésus un démoniaque muet. Le démon ayant été chassé, le muet parla. Et la foule étonnée disait : Jamais pareille chose ne s'est vue en Israël. Mais les pharisiens dirent : C'est par le prince des démons qu'il chasse les démons. »
Traduction d'après la Bible Louis Segond.